# Li Shishi
Li Shishi  fue una cortesana (角妓 / 角伎) durante la Dinastía Song del Norte (960 - 1127), en Kaifeng, la capital de la Dinastía Song. El emperador Huizong era un cliente habitual suyo. Huyó a Zhejiang o Hunan después del incidente Jingkang de las Guerras Jin-Song ocurrido en 1127.

## Primeros años
Nacida Wang Shishi,, su madre murió poco después de su nacimiento. Su padre la alimentó con leche de soja para mantenerla viva. Su padre, Wang Yin, era trabajador en una fábrica de tintes para la ropa en la capital. Cuando Li tenía cuatro años, su padre fue encarcelado por retrasar un pedido textil imperial. Más tarde murió en prisión. Li fue al principio a un orfanato pero después fue recogida por una alcahueta llamada Li Yun, que tenía un burdel. Li Yun cambió el apellido de la niña a Li. (Su nombre, Shishi, tiene connotaciones budistas). Li acabó así en el barrio del entretenimiento Jinqian Xiang y puesta a trabajar como joven prostituta.

## Cortesana
Li alcanzó renombre por su belleza y capacidades artísticas. Entre sus admiradores estaban el destacado poeta y burócrata Zhou Bangyan y el proscrito Song Jiang. Su clientela se extendió hasta el emperador, Huizong, que la visitó disfrazado de hombre de negocios en 1109. Su encanto y elegancia le impulsaron a visitarla siempre que podía después de esta reunión. Su relación era un secreto a voces en la capital. Algunas fuentes relatan que Li Shishi se mudó al palacio del emperador y le fue otorgado el título de Señora del estado de Ying. Otras fuentes dicen que Huizong excavó un túnel del palacio a la casa de Li Shishi para desplazarse con discreción. Parte de la historia se cuenta en la novela clásica, A la orilla del agua.
En 1126 Huizong se responsabilizó de las pérdidas agobiantes durante las guerras Jin–Song y abdicó a favor de su hijo mayor Zhao Huan (emperador Qinzong). Dándose cuenta de que se encontraba en una posición precaria, Li Shishi entregó todos los regalos de Huizong al ejército que libraba una enérgica defensa, y pidió permiso al nuevo emperador para profesar como monja taoísta. En 1127 Kaifeng fue invadida por el ejército Jin. Huizong y su corte fueron capturados y Huizong más tarde falleció, poniendo fin a la dinastía Song del norte. Se informa que Li huyó al sur, aunque otras cuentas dicen que se suicidó tragando una horquilla de oro después de ser ofrecida al comandante Jin.

## En la ficción
En la novela clásica china A la orilla del agua, Li Shishi encuentra a los forajidos del pantano Liangshan en dos ocasiones; en el segundo encuentro, más importante, se hace amiga de Yan Qing y acepta convertirse en su hermana jurada. Luego le promete a Yan Qing que le contará al emperador sobre la difícil situación de los bandidos y su deseo de serle concedida una amnistía.

## Poemas sobre Li Shishi
El poeta de la dinastía Song Chao Chongzhi describió el talento de Li Shishi en danza y canto como sigue:

Mírala bailar "Nichang Yuyi Qu", escucha su recitar / cantar "Yushu Houting Hua". (看舞霓裳羽衣曲，聽歌玉樹後庭花)

El poeta de la época Song del Sur Zhu Dunru (朱敦儒; 1081-1159) escribió:

Realizando una interpretación de "Yangguan" en otro tono y estilo, en la dinastía anterior únicamente la Señora Li [Li Shishi] era capaz de hacerlo. (解唱《陽關》別調聲，前朝惟有李夫人)